# 1928-as Grand Prix-szezon
Az 1928-as Grand Prix-szezon volt az autós Grand Prix-versenyzés huszonegyedik szezonja. Miután a konstruktőri világbajnokság véget ért, a kiemelt versenyekre ismét a Grandes Épreuves kifejezést kezdték használni.
Az olasz nagydíjon súlyos baleset történt, amelynek következtében egy versenyző, Emilio Materassi, valamint huszonegy néző lelte halálát. Emiatt átalakítások kezdődtek Monzában, így az olasz nagydíj az ezt követő két évben nem szerepelt a versenynaptárban.
Az 1928-as szezonban a legsikeresebb versenyző a monacói Louis Chiron volt, hét győzelmével.

## Versenyek

### Grandes Épreuves
| Verseny               | Helyszín     | Időpont       | Győztes versenyző | Győztes konstruktőr | Összefoglaló |
| --------------------- | ------------ | ------------- | ----------------- | ------------------- | ------------ |
| Indianapolisi 500     | Indianapolis | május 30.     | Louis Meyer       | Miller              | Összefoglaló |
| olasz/európai nagydíj | Monza        | szeptember 9. | Louis Chiron      | Bugatti             | Összefoglaló |

### Egyéb versenyek
| Verseny                 | Helyszín      | Időpont       | Győztes versenyző     | Győztes konstruktőr | Összefoglaló |
| ----------------------- | ------------- | ------------- | --------------------- | ------------------- | ------------ |
| tripoli nagydíj         | Líbia         | március 11.   | Tazio Nuvolari        | Bugatti             | Összefoglaló |
| Esterel Plage-nagydíj   | Saint-Raphaël | március 11.   | Louis Chiron          | Bugatti             | Összefoglaló |
| pozzói nagydíj          | Pozzo         | március 25.   | Tazio Nuvolari        | Bugatti             | Összefoglaló |
| Riviéra-nagydíj         | Cannes        | április 1.    | Louis Chiron          | Bugatti             | Összefoglaló |
| Antibes-i nagydíj       | Garoupe       | április 9.    | Louis Chiron          | Bugatti             | Összefoglaló |
| alessandriai nagydíj    | Alessandria   | április 22.   | Tazio Nuvolari        | Bugatti             | Összefoglaló |
| Coppa Florio            | Madonie       | május 6.      | Albert Divo           | Bugatti             | Összefoglaló |
| Targa Florio            | Madonie       | május 6.      | Albert Divo           | Bugatti             | Összefoglaló |
| algériai nagydíj        | Staouéli      | május 6.      | Marcel Lehoux         | Bugatti             | Összefoglaló |
| Messina-kupa            | Messina       | május 13.     | Edwald Probst         | Bugatti             | Összefoglaló |
| burgund nagydíj         | Dijon         | május 16.     | Jannine Jennky        | Bugatti             | Összefoglaló |
| Etna-kupa               | Catania       | május 20.     | Baconin Borzacchini   | Maserati            | Összefoglaló |
| tuniszi nagydíj         | Le Bardo      | június 3.     | Marcel Lehoux         | Bugatti             | Összefoglaló |
| mugellói nagydíj        | Mugello       | június 3.     | Emilio Materassi      | Talbot              | Összefoglaló |
| római nagydíj           | Tre Fontane   | június 12.    | Louis Chiron          | Bugatti             | Összefoglaló |
| Picardy nagydíj         | Péronne       | június 10.    | Henry Auber           | Bugatti             | Összefoglaló |
| thuini nagydíj          | Thuin         | június 10.    | Delzaert              | Bugatti             | Összefoglaló |
| cremonai nagydíj        | Cremona       | június 24.    | Luigi Arcangeli       | Talbot              | Összefoglaló |
| Marne nagydíj           | Reims-Gueux   | július 8.     | Louis Chiron          | Bugatti             | Összefoglaló |
| San Sebastián-i nagydíj | Lasarte       | július 25.    | Louis Chiron          | Bugatti             | Összefoglaló |
| Coppa Acerbo            | Pescara       | augusztus 4.  | Giuseppe Campari      | Alfa Romeo          | Összefoglaló |
| Coppa Montenero         | Montenero     | augusztus 19. | Emilio Materassi      | Talbot              | Összefoglaló |
| La Baule-i nagydíj      | La Baule      | augusztus 23. | Pierre Blacque Belair | Bugatti             | Összefoglaló |
| Boulogne-i nagydíj      | Boulogne      | szeptember 9. | Malcolm Campbell      | Delage              | Összefoglaló |